# アルベルト・ロマン
アルベルト・ロマン（Alberto Román、1987年6月1日 - ）は、ウルグアイのラグビーユニオン選手。

## プロフィール
- ウルグアイ・モンテビデオ出身[1]。
- ポジションはセンター(CTB)。
- 身長 181cm、体重 95kg
- ウルグアイ代表キャップは40（2025年4月現在）でラグビーワールドカップ2015のウルグアイ代表に選ばれた[2]。

## 略歴
2013年、プカル・スタッド・ガウロイスに加入。